# Powers (Oregon)
Powers – miasto w Stanach Zjednoczonych, w stanie Oregon, w hrabstwie Coos.